# Pamplona
För andra betydelser, se Pamplona (olika betydelser).
Pamplona (spanskt uttal: [pamˈplona] ( lyssna), baskiska: Iruña [iɾuɲa] eller Iruñea [iɾuɲe.a]) är en stad och kommun i den autonoma regionen Navarra i norra Spanien. Staden ligger vid floden Arga, cirka 317 kilometer nordost om Madrid. Pamplona är huvudort i provinsen och regionen med samma namn. Staden var tidigare också huvudstad i Kungariket Navarra. Kommunen har 207 777 invånare (2024), på en yta av 25,14 km².
Staden har blivit känd för sin San Fermín-festival, där tjurrusningen blivit den största attraktionen. Pamplona ligger mitt i en dal, Pamplonadalen.
Det finns två universitet i staden. Det största är Navarras universitet, som är privatägt. Den andra är Universidad Pública de Navarra. Staden är även känd för sitt fotbollslag, ett av de allra största lagen i Baskien (Euskal Herria); Osasuna.

## Historia
Pamplona grundades av Pompejus under namnet Pompœ'lo. Då fungerade området som ett vinterläger.
År 413 erövrades Pamplona av västgoterna, 738 av araberna, 778 av Karl den store och var mellan 905 och 1512 huvudstad i Kungariket Navarra. Staden har delvis bevarade befästningsmurar och ett citadell från 1500-talet. De romanska kyrkorna San Nocilas och San Saturnio har delvis bevarad ursprungsstil, den sengotiska katedralen har en fasad från 1780. I Camera de Comptos som tidigare fungerade som justitiepalats har ett arkeologiskt museum inrättats. Under 1900-talet var Pamplona känt för sin järn-, bly-, och textilindustri.